# سیارک ۲۱۲۵۰
سیارک ۲۱۲۵۰ (به انگلیسی: 21250 Kamikouchi، نامگذاری:1995YQ2) بیست و یک هزار و دویست و پنجاهمین سیارک کشف شده‌است که در ۱۷ دسامبر ۱۹۹۵ کشف شد.
قدر مطلق سیارک برابر ۱۸.۶ است.